# Max Dietrich
Max Konrad Johannes Dietrich (27. november 1870 Angermünde nordøst for Berlin – 27. november 1916 Nordsøen i Tees Bay ud for Hartlepool) var en tysk skibskaptajn, som i stedet blev marineofficer ved den tyske Kaiserliche Marine og en af de første kommandanter på luftskibsbasen i Tønder. Han var onkel til den senere så berømte Marlene Dietrich.

## Skibskaptajn
Max Dietrich var næstyngst ud af en søskendeflok på 16 og voksede op hos en bror i Prenzlau, formenlig politikeren Hermann Dietrich, hvor han også gik på gymnasium.
Som 17-årig løb han hjemmefra og stak et år til søs.
Han fik uddannelse på det femmastede bark Potosi og blev senere kaptajn på barken Bertha.
I 1901 fik han arbejde hos Norddeutscher Lloyd og var firmaets yngste kaptajn nogensinde. Fra 1902 var han i 6 år kaptajn på den 4-mastede bark 'Herzogin Cecilie'. I 1903 blev han gift med Alwine Lucie Külken (1882-1944)
I 1910 blev han kaptajn på Lloyd-damperen Mainzog havde på en ekspedition til Spitzbergen grev Ferdinand von Zeppelin ombord.
Han befandt sig ved udbruddet af 1. verdenskrig i New York med Brandenburg, som han straks sejlede hjem til Tyskland og modtog derfor jernkorset.
Blev derefter ansat af Zeppelin og indsat som luftskibskommandant.

## Luftskibskaptajn
Kaptajnløjtnant Max Dietrich fløj 41 ture som kommandant, formentlig med søobertsløjtnant Christian Albrecht von Nathusius som fast 1. officer, ombord på følgende luftskibe:

- Luftskib L 7 fra 1. juni 1915 til 3. september 1915. (33 ture, kun rekognoscering)
- Luftskib L 18 fra 6. til 16. november 1915 (2 ture). L 18 brændte ved påfyldning af brint i den endnu ikke helt færdigbyggede Toska-hal i Tønder, pga. et utæt gasrør.
- Luftskib L 21 fra 19. januar til 4. juli 1916. (7 ture, heraf mindst 2 bombetogter)
- Luftskib L 34 fra 27. september 1916 til 28. november 1916. (6 ture, heraf 2 bombetogter)

Foruden luftskibsbasen i Tønder havde Dietrich vistnok tjenestested i Friedrichshafen, Hannover, Nordholz ved Cuxhaven, Wilhelmshaven, Seddin i Pommern og Ahlhorn i Oldenborg ved Bremen.

## L 21's bombning af West Midlands 31. januar 1916
Max Dietrich overtog 19. januar 1916 det nybyggede luftskib L 21 og deltog 31. januar/1. februar 1916 i et bombetogt planlagt mod dokkerne i Liverpool med i alt 9 luftskibe ledet personligt af luftskibsflådens chef Peter Strasser på L 11. Sammen med andre deltagere var de baseret i Nordholz, mens L 19 (Odo Löwe) og L 20 (Franz Stabbert) deltog fra luftskibsbasen i Tønder.
I det tågede vejr var L 21 og L 19 henholdsvis det første og det sidste af de 9 luftskibe, som krydsede Norfolks kyst. Begge nåede aldrig målet Liverpool, men bombarderede hver især med 4 timers mellemrum byerne Tipton, Wednesbury og Walsall i West Midlands ca. 80 km længere mod sydøst, mellem Wolverhampton og Birmingham.
L 21's bomber dræbte 34 britere, men L 19 forrettede ikke synderlig skade og måtte på hjemturen nødlande på Nordsøen, hvor besætningen på dramatisk vis druknede.
Kaptajnløjtnant Dietrich ankom omkring kl. 20 til Tipton og kastede 3 bomber på Waterloo Street og Union Street, fulgt af 3 mere på Bloomfield Road og Barnfield Road. I alt dræbtes i byen 14 mennesker, heraf 5 mænd, 5 kvinder og 4 børn, deriblandt Sarah Jane Morris og 2 af sine børn på besøg hos hendes forældre i Union Street. De blev alle fundet døde af hendes mand, som havde været i biografen. Foruden 2 helt ødelagte huse sattes en hovedgasledning i brand.

I Bradley ramtes et ungt par på gåtur langs kanalen af en eksploderende bombe, så William Fellows dræbtes på stedet og hans veninde Maud Fellows hårdt såret døde på hospitalet ugen efter.

Nordøst for i Wednesbury ramtes den store fabrik Russells Crown Tube Works, som udbrændte. I den nærved liggende King Street ramtes et hus, hvor beboeren Joseph Horton Smith og hans 3 børn dræbtes. Konen reddede sit liv ved at gå udenfor for at undersøgen lyden af de faldende bomber.

I Walsall ødelagdes Wednesbury Road Congregational Church, hvor den forbipasserende Thomas Merrylees dræbtes ved at blive ramt i hovedet af flyvende murbrokker.
Da sporvogn nummer 16 passerede Bradford Place, kvæstedes deri Walsalls borgmesterfrue Mary Julia Slater i bryst og mave, så hun 3 uger senere døde på hospitalet.

## L 21's bombning af York 2. maj 1916
Max Dietrich og L 21 flyttede 21. februar 1916 til basen i Seddin og 5. april til basen i Tønder, hvorfra L 20 og L 21 natten mellem 2./3. maj deltog i et bombetogt med i alt 7 luftskibe mod England. Kun luftskib L 20 nåede ikke hjem, men måtte nødlande syd for Stavanger i neutrale Norge.
L 21 bombarderede York omkring kl. 22.30 i løbet af 10 minutter, hvor i alt omkom 9 personer, heraf 6 mænd og 3 kvinder.

Bombardementet startede i Bishopthorpe sydvest for byen og 18 bomber blev smidt over Dringhouses, hvor 2 soldater såredes.
Der faldt bomber på Røde Kors-hospitalet i Nunthorpe Hall og ved Nunthorpe Avennue dræbtes en pige, søsteren såredes på ryggen og moderen fik armen revet af.
I Upper Price Street kollapsede et hus, hvor det ældre par George and Sarah Avison dræbtes.

Der faldt også bomber i Caroline Street, og huse beskadigedes i Newton Terrace, Kyme Street og Peaseholme Green, men de fleste dræbtes på St Saviour’s Place, bl.a. den 18-årige Leslie Hinson og den 29-årige soldat Edward Gordon Beckett. Flere bomber faldt nordøst for byen op mod Middlesbrough.

## L 34 's første bombetogt
Kaptajnløjtnant Dietrich overtog vistnok 27. september 1916 kommandoen over den nybyggede super-zeppelin R-klasse L 34, men ifølge andre kilder skal luftskibet allerede 23. september have deltaget i det fatale bombetogt over London, hvor L 31 og L 32 blev skudt i brand og L 33 nødlandede i England, således at L 34 var det eneste ud af 4 deltagende luftskibe, som vendte hjem.
Som kommandant på L 34 udførte Dietrich 6 ture, hvoraf 2 var bombetogter, enten fra Nordholz eller muligvis Ahlhorn.

## Død på sin 46 års fødselsdag 27. november 1916
På sin 46 års fødselsdag den 27. november 1916 kl. 12.45 afsendtes Max Dietrich på et bombetogt mod England med 10 luftskibe, hvor L 34 deltog i en nordlig gruppe, som også bestod af L 24 (Kurt Friemel), L 30 (von Buttlar-Brandenfels), L 35 (Herbert Ehrlich) og L 36 (Viktor Schütze). L 30 led motorskade allerede efter 10 minutter og vendte om kl. 19.10, da motoren stod helt af.
De 4 luftskibe i den nordlige gruppe fløj mod Newcastle-området og spredtes, så L 34 som første luftskib krydsede kysten ved Blackhall Rocks syd for Sunderland, fløj over Castle Eden, men opdagedes omkring kl. 23.30 af projektørerne i Hutton Henry og Elwick vest for Hartlepool og blev beskudt med antiluftskyts. Ved Elwick smed luftskibet 13 højeksplosive bomber, men sårede kun 2 køer og lavede huller i marken, bl.a. tæt ved Dovecote Farm.
Fra Royal Flying Corps' base i Seaton Carew lige syd for Hartlepool var opsendt et biplan rekognosceringsfly Royal Aircraft Factory ('Bristol') B.E.2c med løjtnant Ian Pyott alene ombord, som efter en times flyvning opdagede luftskibet i projektørlyset.

L 43 kastede 4 højeksplosive bomber nær West Park og 2 i Ward Jackson Park, men fløj igen over projektørlys og antiluftskyts-beskydning og kastede 29 bomber over bl.a. Hartley Street 15, Lowthian Road 6 og Poplar Grove 2-4, kolonihaverne og stadion, hvor en tribune ødelagdes. 
Der blev over byen smidt i alt 16 højeksplosive bomber, som skadede 40 huse, dræbte 4 og sårede 11.

I 3 km højde og med luftskibet ca. 100 under sig gik Pyott til angreb ved at dykke under det i en lige vinkel og skyde huller i dets bov.
Pyott affyrede 71 runder med sit maskingevær i luftkampen, som foregik over 5 miles, mens L 43's agterskytte svarede igen.
Da luftskibet passerede henover Sankt Hildas kirke på Hartlepools Headland sås flammerne bryde ud, ligesom Pyott så en lys plet, hvor han havde ramt, hurtigt brede sig til flammer over det hele.
Den brændende L 43 gled med god fart videre ud over Tee-flodens munding og styrtede kl. 23.50 styrtede i Nordsøen ca. 1 km øst for byen og blev ved at brænde en halv times tid, men ingen overlevede.
Lyset sås på himlen rigtig langt væk og også af kommandant Heinrich Hollender på L 22 i den sydlige angrebs-gruppe.

Allerede kl. 23.30 havde L 35 fortrudt at krydse kysten vendte om ud over Nordsøen. Et øjenvidne på L 24 så tilintetgørelsen af L 34 og hans eget luftskib blive fanget af søgelyset, mens det svarede igen med bomber,

hvorimod en anden kilde mener L 24 og L 36 slet ikke kom ind over land. L 36 trimmede vægten ved at kastede bomber over havet inden luftskibene vendte hjem.
Af de 5 zeppelinere i den sydlige gruppe, som samme nat skulle bombe industrierne i Midlands, deltog bl.a. L 14 (Kuno Manger), L 21 (Kurt Frankenburg) og L 22 (Hollender).
Dietrichs gamle luftskib L 21 kastede de fleste af sine bomber nytteløst over en solid bygning i Chesterton og undslap 2 vandflyvere sydover England og et 3. fly, der fik motorproblemer, men kort efter at have passeret Norfolks kyst kl. 6.05 angreb 3 af samme type fly, der havde destrueret L 43, og skød L 21 i brand 8 sømil øst for Lowestoft. Ingen overlevede.
I december 1916 blev Ian Vernon Jeffrey Pyott, som var skotsk født sydafrikaner, af kong George 5. på Buckingham Palace tildelt DSO-ordenen.

Ligene af 5 besætningsmedlemmer fra L 34 blev fundet og begravet i Seaton Carew.

## Eksterne links
- Max Konrad Johannes Dietrich (1870-1916) Arkiveret 13. januar 2015 hos  Wayback Machine - stowell.org.nz
- Kapitänleutnant Max Dietrich - zeppelin-museum.dk
- Dietrich, Max - frontflieger.de
- Kapitänleutnant Max Dietrich - luftschiff.de

1. ↑  Christian Albrecht Rudolf Engelhard von Nathusius - online-ofb.de
2. ↑  Horror of Zeppelin bombings - expressandstar.com
3. ↑  Sarah Jane Greensill - bolstridge.co.uk
4. ↑  Zeppelin bombs on Tipton 1916 Arkiveret 13. oktober 2014 hos  Wayback Machine - birminghamhistory.co.uk
5. ↑  Zeppelins over Bradley - wolverhamptonswar.wordpress.com
6. ↑  The great Zeppelin Raid Night of Jan 31st-Feb 1st, 1916 - hellfirecorner.co.uk
7. ↑  Memories of the Zepellin raid - thehistoryofwednesbury.wordpress.com 31. juli 2013
8. ↑  31 January, 1916 - The Great Zeppelin Raid - gwpda.org
9. ↑  How I saw Zeppelin raid from window Arkiveret 16. oktober 2014 hos  Wayback Machine - oswestryandborderchronicle.com 9. april 2014
10. ↑  The First World War - historywebsite.co.uk
11. ↑  Wednesbury Road, Walsall: Target for Zeppelins - BBC
12. ↑  Other Methodists - historywebsite.co.uk
13. ↑  Walsall Mayor dies in night of Zeppelin terror Arkiveret 10. november 2013 hos  Wayback Machine - expressandstar.com
14. ↑  Wartime Operation Arkiveret 19. oktober 2014 hos  Wayback Machine - tramway.co.uk
15. ↑  Rare bomb casing from 1916 goes on display at museum (Webside ikke længere tilgængelig) - walsall-people.co.uk
16. ↑  Zeppelin bomb goes on show at walsall museum Arkiveret 13. oktober 2014 hos  Wayback Machine - thebloxwichtelegraph.com
17. ↑  L21 Raid on York Arkiveret 15. september 2015 hos  Wayback Machine - 1914-1918.invisionzone.com
18. ↑  Map of Zeppelins over York 1916 Arkiveret 7. oktober 2014 hos  Wayback Machine - worldwar1postcards.com
19. ↑  George and Sarah Avison Arkiveret 13. oktober 2014 hos  Wayback Machine - yorkcemetery.org.uk
20. ↑  Avison, York Cemetery - flickr.com
21. ↑  Answers fly in to Zeppelin request - yorkpress.co.uk 3. april 2012
22. ↑  Zeppelin raid brought terror of First World War to York - yorkpress.co.uk 6. januar 2014
23. ↑  Zeppelin Raid on York Arkiveret 13. oktober 2014 hos  Wayback Machine - eborfamilyhistory.co.uk
24. ↑  Zeppelin Raids on the Hartlepools - hhtandn.org
25. ↑  The war in the air (The L.34 in flames), af H. A. Jones. (1931)
26. ↑  Edward Laston Pulling: Fengates Hero Arkiveret 23. november 2015 hos  Wayback Machine - fengatesroad.com
27. ↑  Last moments of German Zeppelin L34 - imgur.com (foto)
28. ↑  My first and most dangerous raid on England - The German air force in the Great War, af major Georg Paul Neumann (1921)
29. ↑  Erlebnisbericht von Quirin Gerstl - buddecke.de
30. ↑  Pyott Letter Home Arkiveret 4. marts 2016 hos  Wayback Machine - aeroconservancy.com
31. ↑  Die Verhaal van Kaptein I.V.J. Pyott, DSO - samilitaryhistory.org
32. ↑  27-Nov-1916 Zeppelin LZ.78 -aviation-safety.net